# Salomon Sörensen

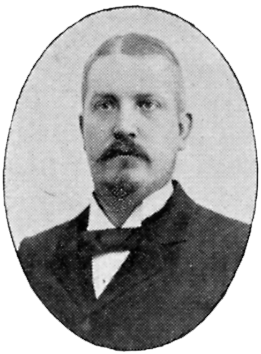
Salomon Sörensen

Salomon Eberhard Sörensen, född 29 april 1856 i Lund, död 7 mars 1937 i Malmö, var en svensk arkitekt. Han var far till Arnold Salomon-Sörensen.
Sörensen var son till byggmästaren Peder Christian Sörensen. Han studerade arkitektur i Köpenhamn och Stockholm och gjorde därefter en längre studieresa i Europa. Han arbetade som privatpraktiserande arkitekt i Malmö från år 1884. Företrädesvis arbetade han då med fasader i nyrenässans med inspiration från Florens. Sörensen var stadsarkitekt i Malmö 1893-1924. Som stadsarkitekt fick han bland annat ansvara för att utforma de byggnader som staden själv lät uppföra. Bland annat ritade han alla byggnader till Malmö Allmänna sjukhus (idag SUS) 1894-1932 samt en lång rad olika kommunaltekniska byggnader och anläggningar som vattentorn, slakthus, saluhallar, vattenverk med mera. Sörensen var över huvud taget en av de mest produktiva arkitekterna i Malmös historia med över 100 utförda byggnader i staden.
Salomon Sörensen var 1883-1906 gift med Emma Krog (1860-1943, syster till Arnold Krog). 1907 gifte han om sig med Anna Lundqvist (1856-1910), innehavare av Th. Tjäders byrå i Stockholm och syster till skådespelerskan Beata Lundqvist. Salomon och Anna Sörensen är begravda på Sankt Pauli mellersta kyrkogård (kvarteret Annelund, gravplats 199).

## Byggnadsverk
- Tingshus, Hörby (1884)

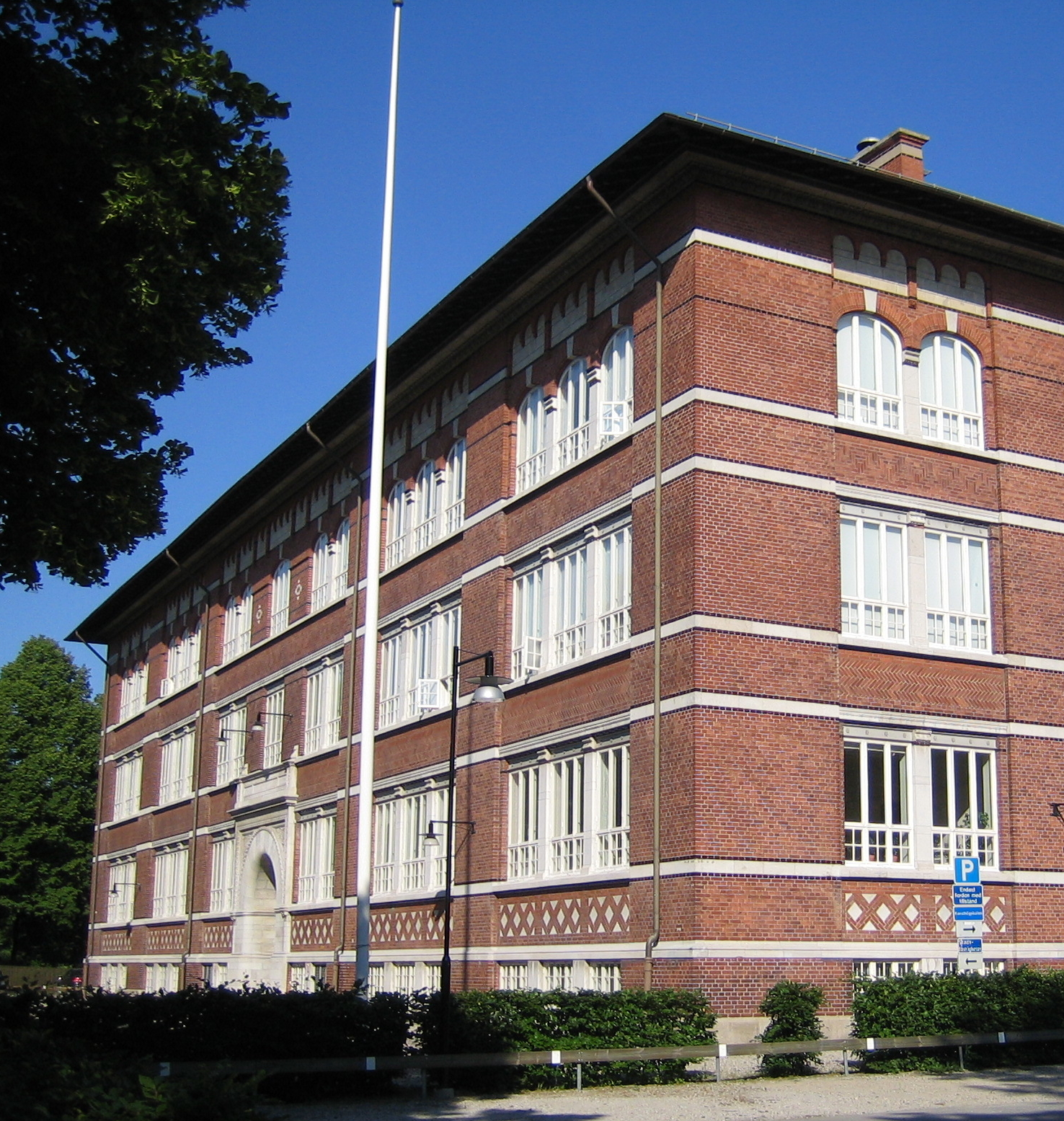
Mellersta Förstadsskolan, idag Konsthögskolan, Föreningsgatan (1898)

- Flerbostadshus, Kyrkogatan 3 / Adelgatan, Malmö (1884-85)
- Konsul Lindgrens hus, Skomakaregatan 7, Malmö (1886)
- Arrie kyrka (1887)
- Olinska huset, Lilla Fiskaregatan 4, Lund (1888)
- Privatbostad för lasarettsdirektören Nils Ohlsson-Gadde, Bantorget 5, Lund (1889)
- Ebenezerkapellet, Jerusalemsgatan 19, Malmö (1890),[5] rivet
- F d Fysiologen, Lund (1891)
- Butiks- o bostadshus gamla "Butterick'shuset", Södergatan, Malmö (1891) rivet
- Remmarlövs kyrka (1895)
- Anatomiska institutionen (idag Kulturanatomen), Lund (1896)
- Allmänna sjukhuset, Malmö (1896-1932)
- Arbetsinrättningen (Värnhems sjukhus), Sallerupsvägen, Malmö (1898)
- Mellersta Förstadsskolan, idag Malmö Konsthögskola (1898)
- Östra Förstadsskolan, Föreningsgatan, Malmö (1898)
- Malmö kommunala slakthus, (Slagthuset), Malmö (1900)
- Skandinaviska enskilda banken, Storgatan,  Landskrona (1904)
- Södra saluhallen, Föreningsgatan, Malmö (1904)
- Tjänarinnehemmet, Kapellgatan 12 Malmö (1904)
- Kloakpumpstation, Stockholmsvägen, Malmö (1905)
- Skånes Enskilda Bank, Lund (1907)
- Lunds saluhall, Mårtenstorget, Lund (1907)
- Skånes enskilda bank (senare SEB), Drottninggatan 61, Karlshamn (1909)
- Skånska Banken, Kungsgatan 9, Växjö (1911)
- Orups sanatorium (1912)
- Malmö stads spårvägars kontor, verkstad och vagnhall (1906, utbyggnad 1914), delvis rivet
- Flensburgska barnsjukhuset, Malmö (1913)[6]
- Södervärns vattentorn, Nobelvägen, Malmö (1914)
- Kirsebergsskolan, Lundavägen 47, Malmö (1916)
- S:t Johannes församlingshus, Kapellgatan 6, Malmö (1916)
- Sorgenfriskolan, Malmö (1917)
- Mellan-Grevie kyrka
- Södra Rörums kyrka
- Byggnader vid Lunds lasarett 1915-30
- Linnéskolan, Limhamn, Malmö (1920)
- Kaffestugan i Ransvik på Kullaberg (1922)
- Lasarett i Karlskrona (1922)
- Pildammsskolan, Rådmansgatan, Malmö (1924)
- Lasarett i Helsingborg (1927)
- Laholms vattenkraftverk (1932)

## Galleri

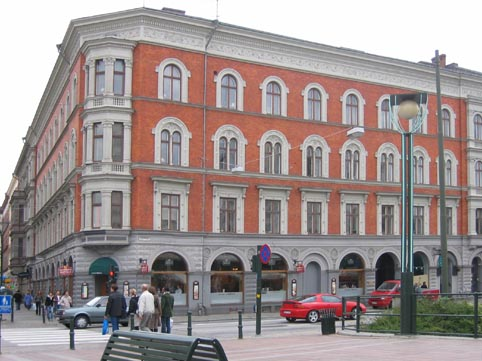
Bostadshus vid Södra Förstadsgatan i Malmö, typiskt för Sörensens nyrenässansarkitektur från 1880-talet. I huset växte författaren Alice Lyttkens upp.
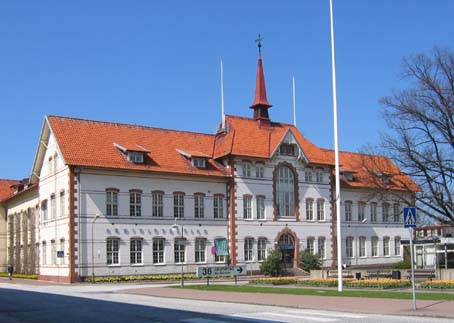
Administrationsbyggnaden vid SUS (tidigare Malmö Allmänna Sjukhus) är den enda kvar från första utbyggnadsetappen på 1890-talet och fasaden är förmodligen Sörensens bearbetning av stockholmsarkitekten Axel Kumliens projekt för sjukhuset som ej blev antaget för genomförande.
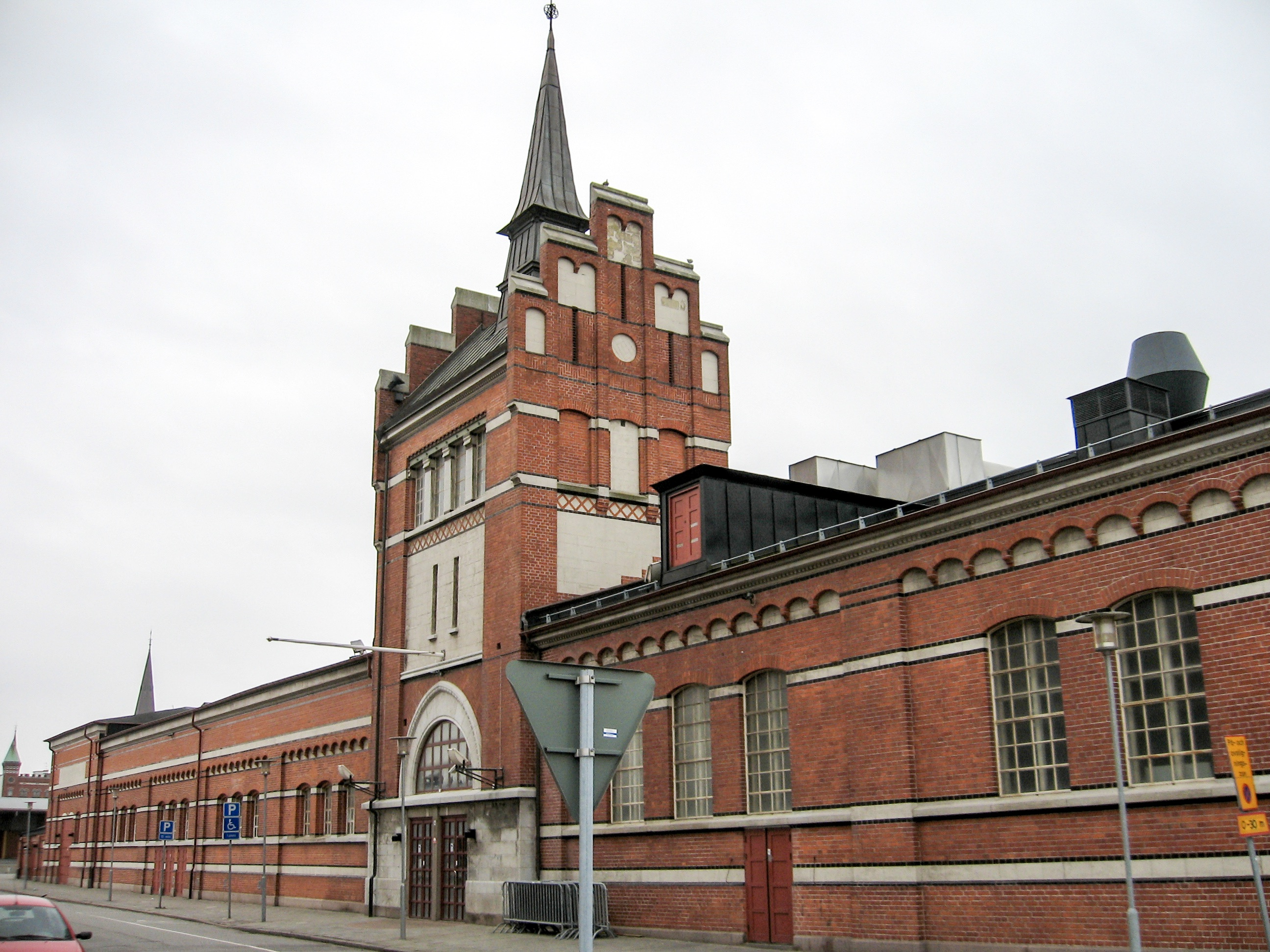
Slakthuset, Navigationsgatan (1900).
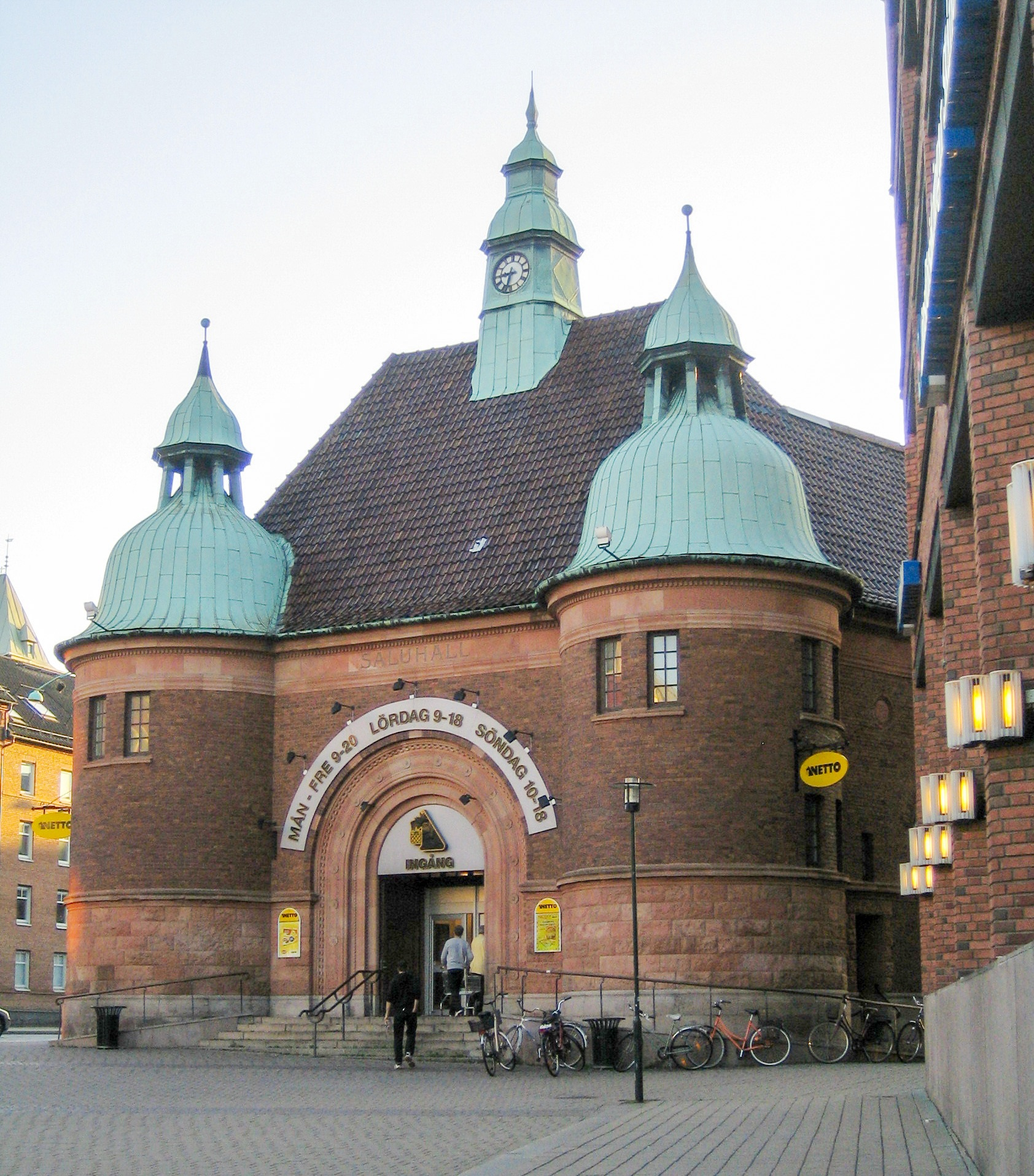
Saluhallen på Föreningsgatan (1904).
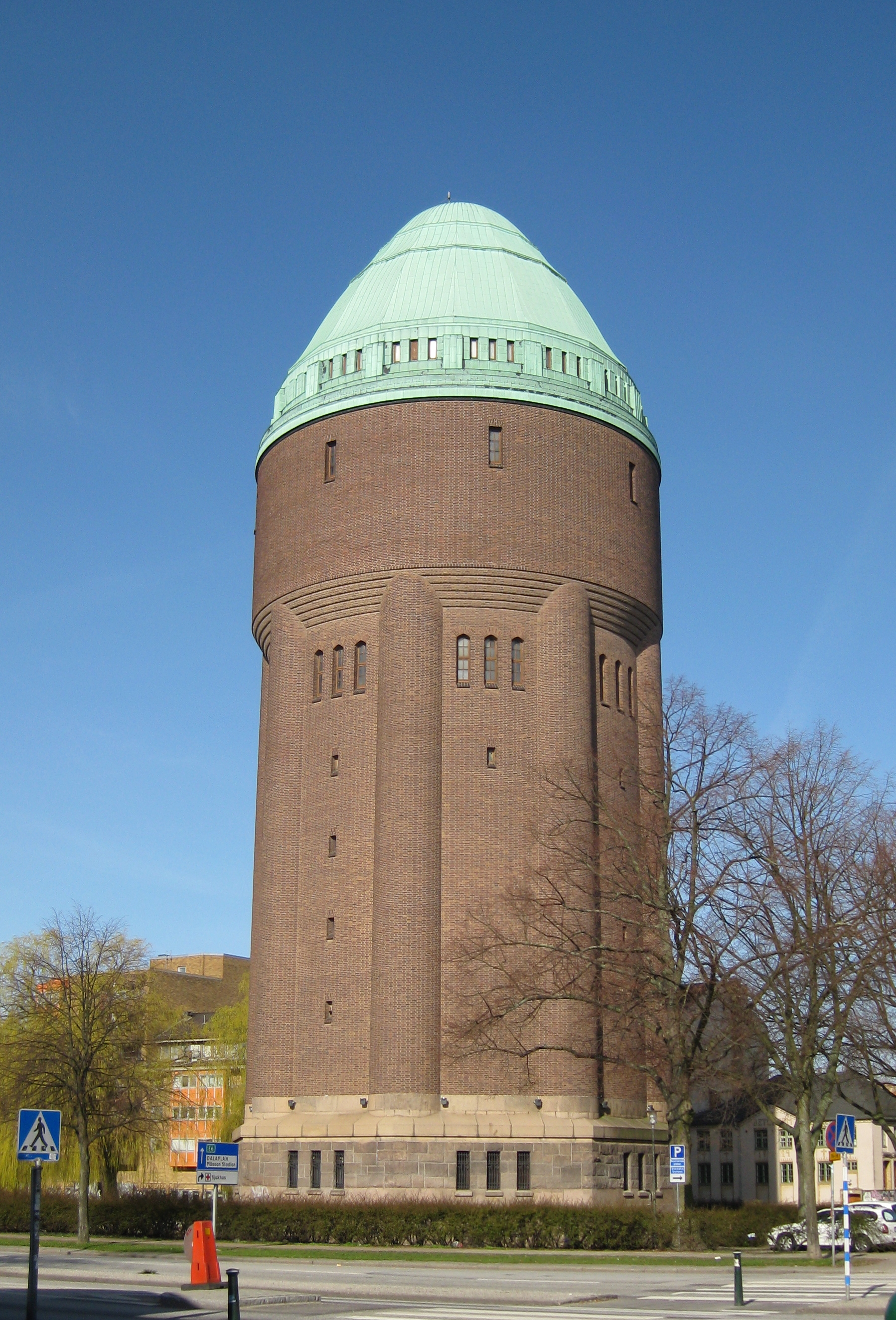
Södervärnstornet, Nobelvägen (1914).
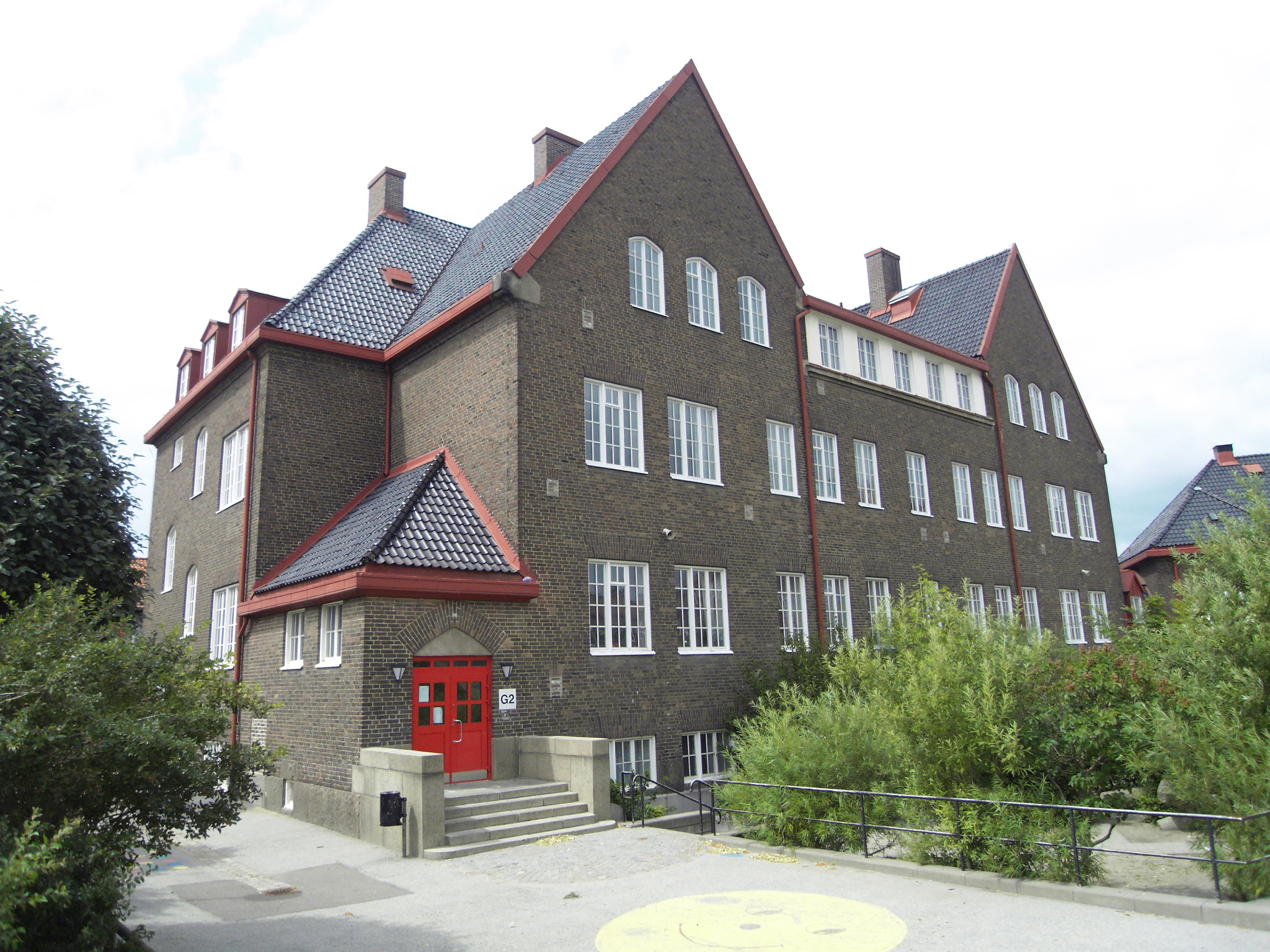
Kirsebergsskolan, Lundavägen (1916).
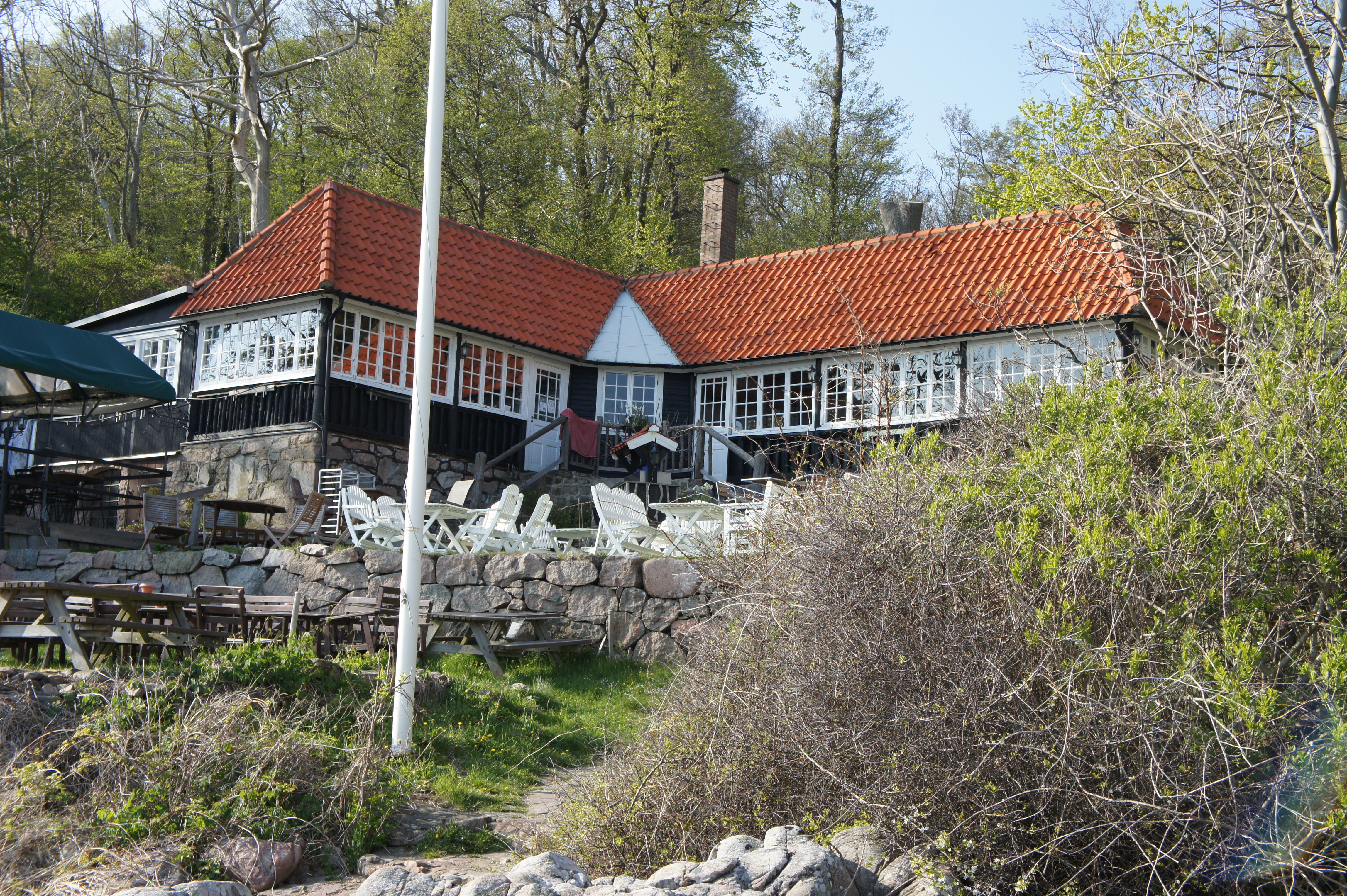
Kaffestugan i Ransvik (1922).
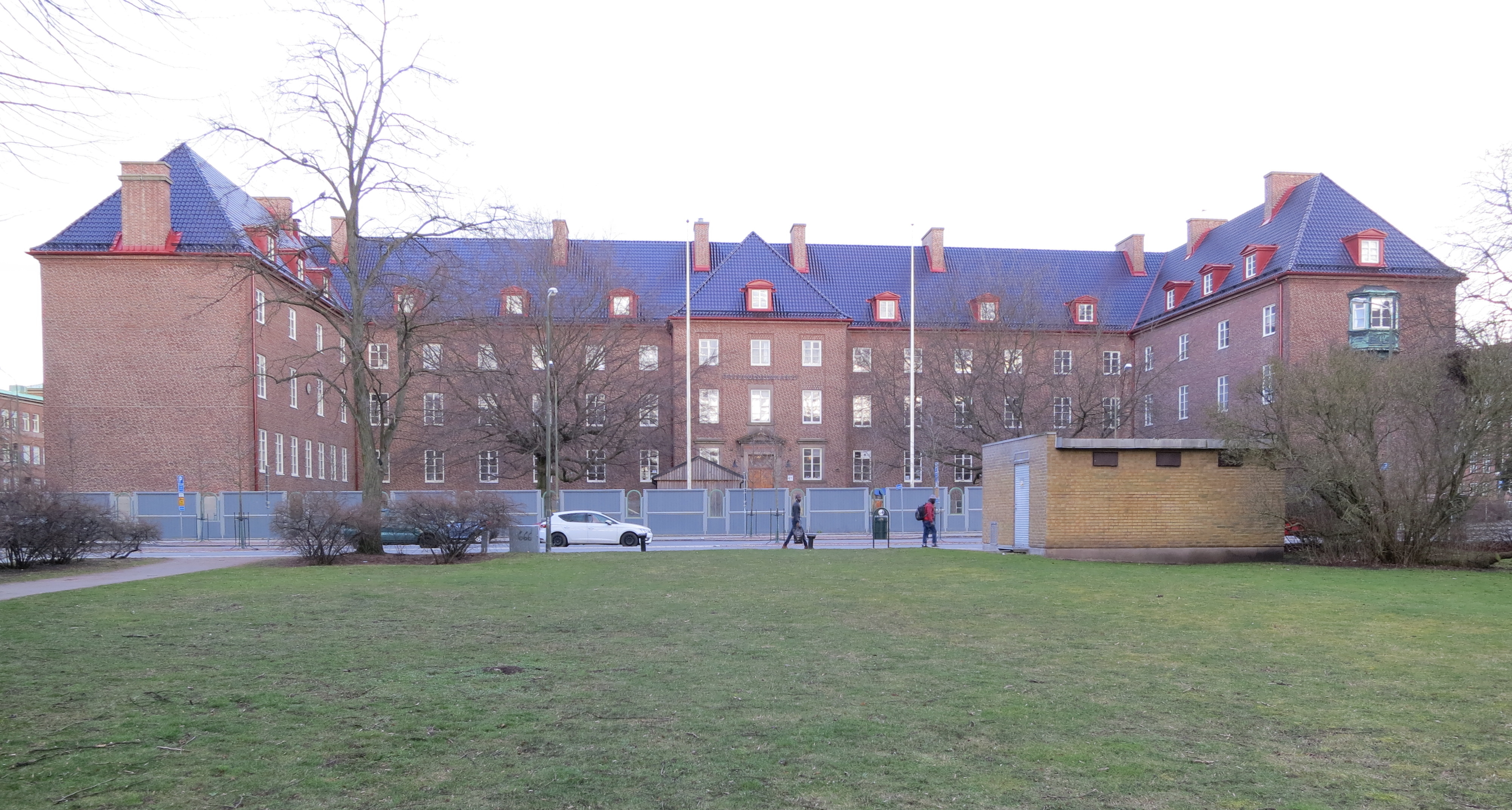
Pildammsskolan, Rådmansgatan (1924).